# Большой Тэбук
Большой Тэбук — река в России, протекает по Сосногорскому району Республики Коми. Устье реки находится в 25 км по правому берегу реки Велью. Длина реки — 92 км, площадь водосборного бассейна — 686 км². Высота устья — 94 м над уровнем моря.
Исток реки в болотах в 10 км к северо-востоку от посёлка Нижний Одес. Исток находится на водоразделе Велью и Ижмы, рядом берёт начало река Вонью. Большой Тэбук течёт на юго-восток, всё течение проходит по заболоченному таёжному лесу. Русло сильно извилистое, образует старицы. Ширина реки в среднем течении 10-17 метров, скорость течения — 0,5 м/с; в низовьях — 20 метров, скорость течения составляет 0,7 м/с. В бассейне реки — нефтяные месторождения, входящие в состав Западно-Тэбукского месторождения. Приток — Пачатан (пр).

## Данные водного реестра
По данным государственного водного реестра России относится к Двинско-Печорскому бассейновому округу, водохозяйственный участок реки — Печора от истока до водомерного поста у посёлка Шердино, речной подбассейн реки — Бассейны притоков Печоры до впадения Усы. Речной бассейн реки — Печора.